# 木村美穂
木村 美穂（きむら みほ、1973年〈昭和48年〉11月15日 - ）は、日本の女優、お笑いタレント。『阿佐ヶ谷姉妹』の妹、ボケ担当。立ち位置は左。

## 略歴
- 1973年11月15日、町田市南町田で生まれる。その後洗足学園短期大学（現：洗足こども短期大学）音楽科卒業[1]。
- 短大卒業後、東京都にある髙島屋の布団店に勤務していたことがある[2]。
- 1994年、劇団東京乾電池研究所在籍中に現在の相方である渡辺江里子と知り合い[3]、2007年に『阿佐ヶ谷姉妹』を結成。同年10月22日、コンビとしてデビューした[4]。
- 2016年、フジテレビ「とんねるずのみなさんのおかげでした『第22回細かすぎて伝わらないモノマネ選手権』」優勝。
- 2018年、「女芸人No.1決定戦 THE W」優勝。

## 特徴
- 学生時代はギター部だった[5]。
- ポンコツ芸人と呼ばれることが多い[6]。
- 趣味は仏像鑑賞。特技はピアノ[7]。
- 好きな男性のタイプは元F1レーサーの中嶋悟[8]。
- 相方はTHE ALFEEの坂崎幸之助に似ている。それが縁でTHE ALFEEと阿佐ヶ谷姉妹は「FNS歌謡祭」で共演した。